# Halina Leuczanka
Halina Leuczanka (ur. 11 czerwca 1992) – białoruska zapaśniczka walcząca w stylu wolnym. Siedemnasta na mistrzostwach świata w 2013 roku. 
Zajęła ósme miejsce na mistrzostwach Europy w 2013. Brązowa medalistka Uniwersjady w 2013. Czwarta w Pucharze Świata w 2013. Druga na Światowych Igrzyskach Sportów Walki w 2013. Trzecia na MŚ juniorów w 2012 i na ME w 2011 roku.